# Callitrichia marakweti
Callitrichia marakweti är en spindelart som beskrevs av Fage 1936. Callitrichia marakweti ingår i släktet Callitrichia och familjen täckvävarspindlar.
Artens utbredningsområde är Kenya. Inga underarter finns listade.